# Estádio Ninho da Águia
Estádio Ninho da Águia – stadion piłkarski, w Rio Brilhante, Mato Grosso do Sul, Brazylia, na którym swoje mecze rozgrywa klub Esporte Clube Águia Negra.